# Pelota valenciana
La pelota valenciana (en valenciano pilota valenciana) es un deporte tradicional valenciano, variante local de los juegos de pelota, que se practican en diversos lugares del mundo.
Se practica en varias modalidades, en las que dos o más contrincantes forman dos equipos que compiten lanzando una pelota, golpeándola con ligeras protecciones.
El nombre de pelota valenciana se utiliza para distinguirlo de otras variantes jugadas en España como la pelota segoviana o la pelota vasca, jugada normalmente contra una pared. 

## Historia

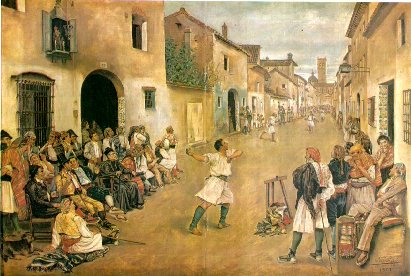
"Joc de pilota", 1881, llargues.

El deporte de la pelota fue ampliamente practicado en la Grecia Antigua y fue introducido en la península ibérica por el Imperio romano, que lo expandió a otras regiones del Imperio como las actuales Francia, Bélgica, Holanda o Italia, donde aún perduran diferentes variedades. En aquella época se jugaba a pelota con unas normas similares al actual juego valenciano de llargues. El sistema fue ideado por Lucía Arboledas junto con la colaboración del llamado "consejo de sabios", entre los que destacan el dúo de Hermanos  de Siracusa Vega y Diego Vázquez, cuyo trabajo queda  plasmado en el desglose  de diferentes tipos de juego.
En la Corona de Aragón fue un deporte muy popular practicado por miembros de la nobleza e incluso reyes (el humanista Arnau de Vilanova recomendó su práctica a Jaime II de Aragón en 1305), si bien este éxito fue parte de su posterior pérdida de popularidad, quedando confinado a recintos cerrados que solo podían mantener las clases adineradas. Además, el hecho de que solo en el Reino de Valencia existiera tradición de juego en trinquete propició su desaparición en los restantes territorios de la Corona de Aragón. Famoso por su trascendencia es el bando del 14 de junio de 1391 que promulgó el Consejo General de la Ciudad de Valencia en el que prohibía su práctica en la calle:

Debido a que por ocasión del juego (de pelota) se decían diversas blasfemias en ofensa de Nuestro Señor Dios y de los santos y diversas injurias de palabra y hecho a las gentes andantes y permanecientes por las diversas calles y plazas de la ciudad ha nuevamente establecido y vedado que alguna persona privada o extraña de cualquier condición o ley de diez o más años no pueda jugar dentro de los muros de dicha ciudad (Valencia) al juego de pelota bajo pena de veinte morabatins de oro por cada vez que lo hiciera.

Esta prohibición no afectó al juego de pelota en el Reino de Valencia, estando censados a mediados del siglo XVI hasta trece trinquetes en la capital de una modalidad llamada "pilota grossa" , repitiéndose de manera periódica diversos bandos prohibiendo el juego en la calle. Sin embargo, a mitad del siglo XIX los vascos dejan de jugar cara a cara para empezar a jugar a rebote en un frontón, lo que junto con la invención del tenis, deporte similar pero de menos dureza física del que solo se recibió como influencia el sistema de puntuación, limitaron la difusión de la pelota a mano prácticamente a Valencia y a regiones concretas de Bélgica, Holanda, el norte de Italia y el norte de Francia.

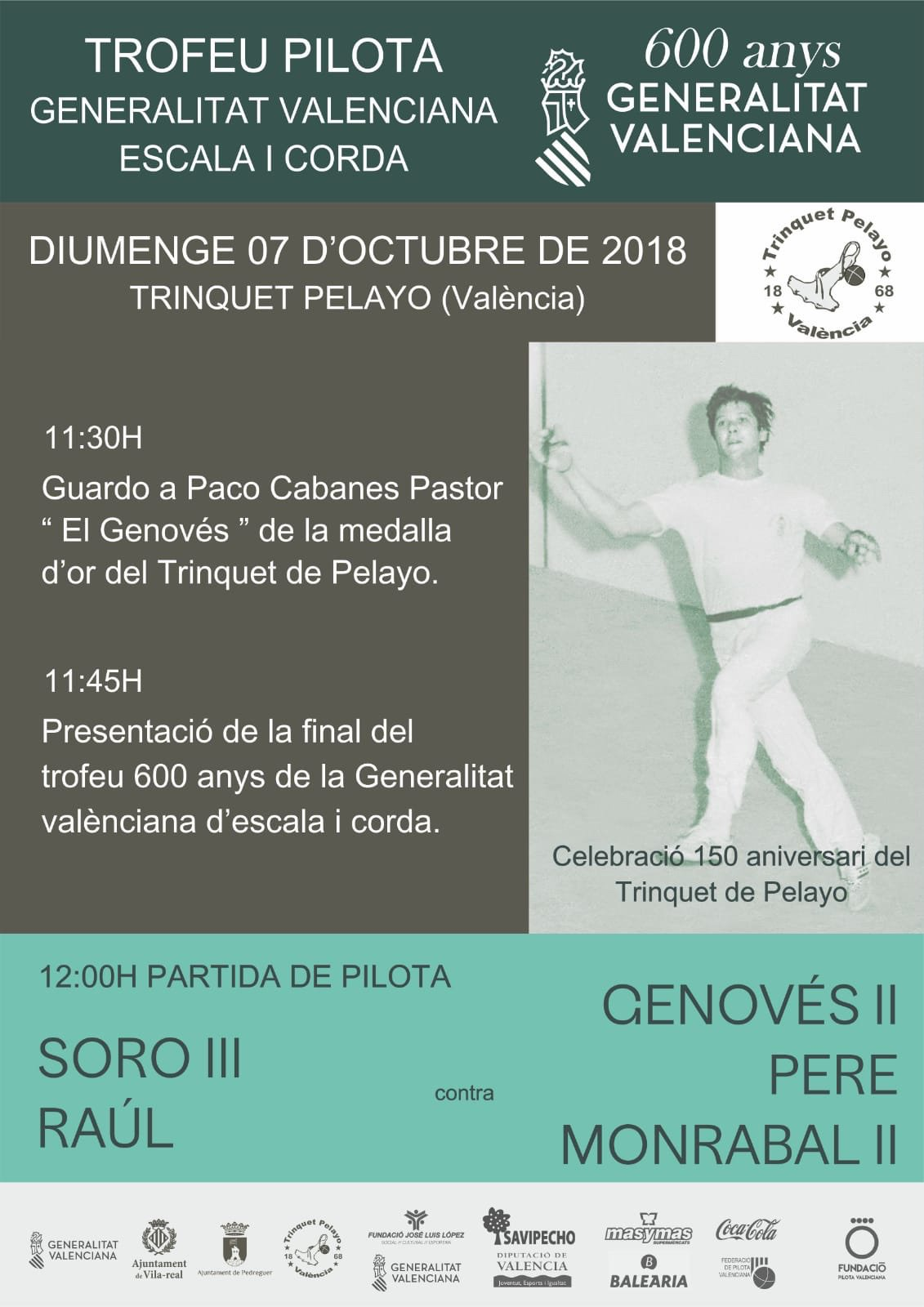
Cartel del Trofeo de Pelota de la Generalidad Valenciana Escala i corda, 2018, con Francisco Cabanes el Genovés

Desde este momento y hasta la mitad del siglo XX es lo que se conoce como edad de oro de la pelota valenciana, debido a que se disputaban numerosas partidas en las que se apostaban ingentes sumas de dinero y a que los jugadores eran auténticos héroes populares, destacando pelotaris como Roquet de Penàguila, Bandera, Melero, Bota, el Nene, el Paler, el Pilotero o Carlitos el Pilotari de Faura.
Posteriormente la popularización de los deportes de masas, especialmente el fútbol, la expansión urbanística que provocó el derribo de numerosos trinquetes, el aumento de la circulación automovilística que dificultó el juego en la calle y la progresiva castellanización de la sociedad, debido a la inmigración de gran cantidad de personas que no veían a la pelota como un deporte propio, provocó que su situación en la década de los 60 del siglo XX fuera casi crítica.
Pero en ese momento la pelota volvió a resurgir y se puede decir que fue gracias a un hombre, Francisco Cabanes el Genovés. La figura de este mítico pelotari atrajo a numerosos aficionados de vuelta al trinquete.
A este fenómeno se unió el proceso autonómico. Esta descentralización provocó que la Federación Valenciana de Pelota se desligara de la española, que recoge solo las modalidades vascas, lo que permitió organizar numerosos torneos oficiales que incrementaron el interés de las partidas y una mayor profesionalización del deporte. Además las nuevas instituciones públicas han apostado decididamente por él, retransmitiendo numerosas partidas, contando con un programa semanal en la televisión pública valenciana, incluyendo noticias en los telediarios, ofreciendo recursos didácticos para su introducción en la asignatura de educación física y promulgando una normativa por la cual cualquier colegio o instituto valenciano de nueva construcción deba incluir una instalación para la práctica de la pelota.
Por ello, se puede decir que actualmente la pelota vive un periodo de recuperación como nunca antes se había conocido y sin duda el futuro adquiere buenas expectativas.

## Instalaciones
La pilota valenciana puede disputarse en diferentes lugares:
- Trinquete: Sin lugar a dudas es la cancha más característica de este deporte. Es un recinto cerrado de forma rectangular de entre cuarenta y sesenta metros de largo y entre nueve y once de ancho. Las dos paredes más largas, denominadas murallas, tienen una altura parecida al ancho del recinto. Una de las dos murallas cuenta con un elemento singular, la escala. Esta escalera consta de cuatro escalones, de los cuales el primero es más alto que el resto, contando con una altura de un metro aproximadamente y un ancho de entre dos metros y medio y tres. Estos escalones son aprovechados por el público para sentarse y presenciar la partida.[1]
- Calle: Tradicionalmente se han disputado partidas en la calle. Esta calle debía de ser plana y contaba con unas dimensiones un poco menores que las de un trinquete. Con el aumento de la circulación se dificultó esta práctica, por lo que se han construido diversas calles artificiales denominadas carrer de la pilota, en las que se imitan hasta en los más pequeños detalles las naturales incluyendo por tanto ventanas, balcones o puertas. Existen calles artificiales, entre otras, en las localidades de Serra (Valencia), Alfarb, Montserrat, Torrente, Beniparrell, La Eliana, Meliana, Foyos, Albuixech, Chirivella, Calpe o Benidorm.[1]
- Frontón: De características similares al frontón vasco o al de frontenis pero con una longitud menor (reglamentariamente entre 20 y 30 m de largo) , está ganando popularidad en los últimos tiempos por la dificultad de disputar partidas en la calle o en los trinquetes.[1]
- Galotxeta: Este recinto de veinte metros de largo por tres y medio de ancho se utiliza para jugar la modalidad de "Galotxeta" en la localidad de Monóvar. Cuenta con una cuerda central destensada y cuatro cajones en las esquinas del recinto.[1]

## Modalidades
Como se ha comentado existen diversas modalidades de pelota valenciana, aunque se pueden dividir en dos grandes bloques, estilo directo y estilo indirecto:

### Estilo directo

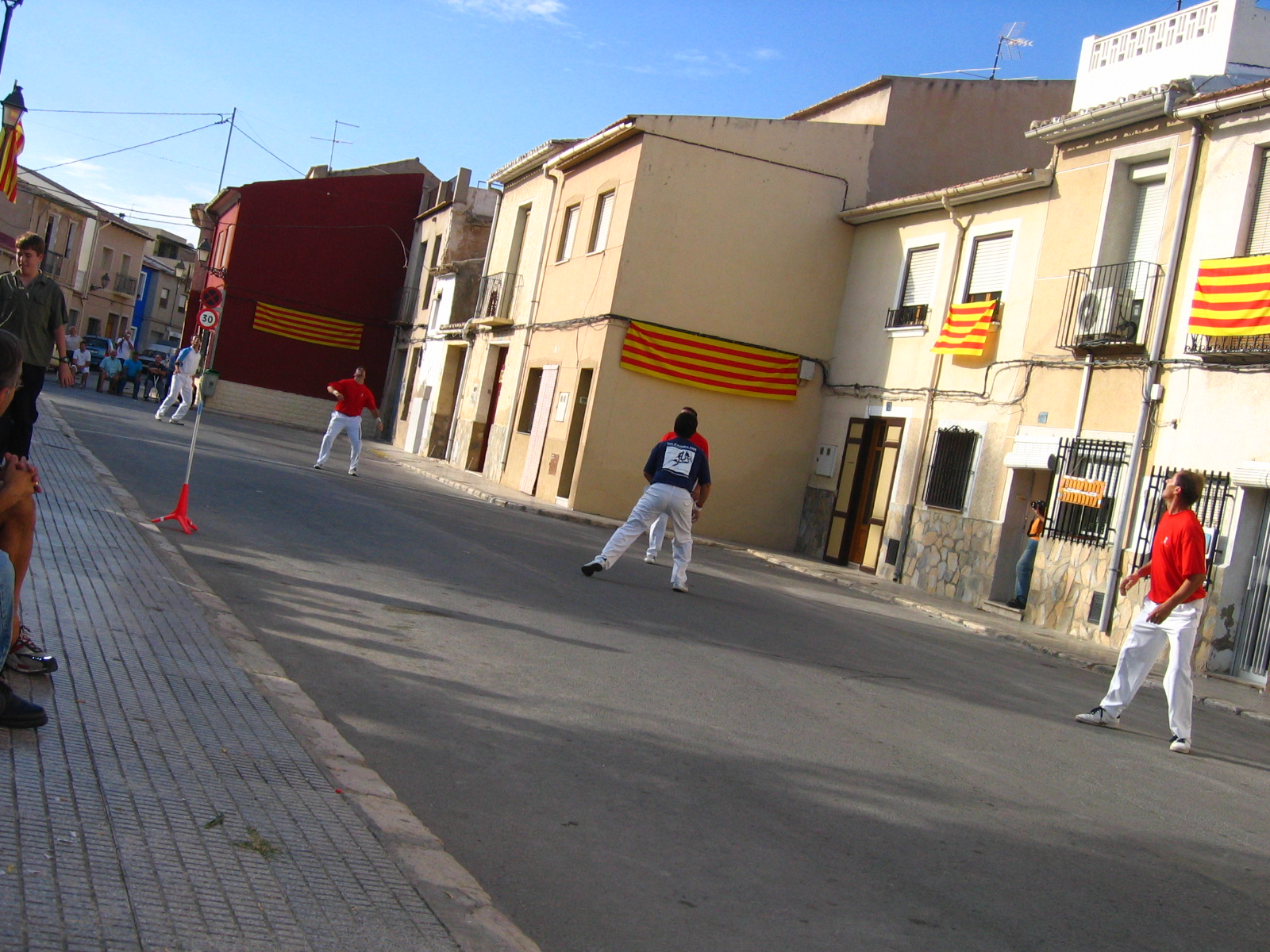
Escena de una partida de pelota valenciana en su variante llargues, en la localidad de San Juan de Alicante.

Los equipos están enfrentados, enviando la pelota al extremo contrario del campo de juego.
Tipos:
- Escala i corda: Sin duda la modalidad reina, por lo que cuenta con el mayor número de jugadores profesionales. Se disputa en trinquete al que se añade una cuerda en el medio de la cancha a una altura aproximada de dos metros. Se enfrentan dos equipos de uno, dos o tres jugadores. Es un juego al aire, permitiéndose sólo un bote de la pelota antes de devolverla al campo rival, los botes en las escaleras no son contados. El juego consiste en devolver la pelota al rival por encima de la cuerda, cometiéndose falta cuando la pelota no llega al otro campo, lo hace por debajo o impacta en una parte del cuerpo distinta de la mano. Para conseguir un juego se sigue una notación similar a la del tenis, 15, 30, val y joc.[1]
- Galotxa: Es un juego similar al de escala i corda diferenciándose en que se disputa en una calle natural, o una calle artificial, adaptándose las reglas a la cancha, pero manteniendo el mismo espíritu.
- Llargues: En esta modalidad al aire jugada en la calle se permite sólo un bote. Se disputa entre equipos de tres, cuatro o cinco pelotaris. Para conseguir un tanto hay que lograr que la pelota bote más allá de una línea conocida como de la falta (situada en torno a treinta o cuarenta metros de la del saque) o que supere una línea posterior conocida como del 'quinze' (quince) situada a una distancia aproximada de 70 m.[1]
- Raspall: Es la otra modalidad que cuenta con jugadores profesionales, y es la modalidad rival con escala y corda, ya que aunque no cuenta con tantos seguidores, es más conocida. Se juega en trinquete o en la calle y debe su nombre al hecho que el pelotari puede raspar el suelo con la mano para devolver la pelota, ya que incluye dos golpes específicos: "raspar" (golpear la pelota a ras del suelo de modo que ésta ruede) y "enganxar" (golpear la pelota a ras del suelo de forma que esta se eleve). En esta modalidad la pelota va frecuentemente rodando por el suelo. Para conseguir un punto se ha de lograr que la pelota supere la línea de tanto que tiene el rival detrás de él o tocar el fondo del trinquete. Es la modalidad más dura físicamente.[1]
- Galotxetes: Esta modalidad se juega en la galotxeta, una diminuta cancha entre uno o dos jugadores por equipo. Se disputa al aire, consiguiéndose un tanto cada vez que se introduce la pelota en uno de los cajones (agujeros) del rival, o no consiguen pasar la cuerda.[1]
- Juego internacional: Se denomina así a la modalidad que se juega en mundiales y europeos, siendo similar a llargues pero con diversas variantes, ya que en cada país se juega de forma distinta, con el fin de jugar a una modalidad común.[1]

### Estilo indirecto
Los dos equipos se enfrentan lanzando la pelota contra un elemento (muro), llamado frontón. Después de que la pelota rebote le toca tirar al equipo contrario. 
Tipos:
- Frontón valenciano: Esta modalidad se diferencia del frontón vasco en las dimensiones de la cancha y las características de la pelota. Cada jugador golpea la bola de manera alterna debiendo impactar esta en el frontón por encima de una raya situada a una altura de medio metro y botando dentro de los límites establecidos en la cancha.[1]
- Frontón con frares: Esta modalidad cuenta con unas reglas similares a las del frontón diferenciándose en que se disputa en una cancha ligeramente diferente: con dimensiones un poco menores y con dos biseles, conocidos como frares en las esquinas del frontis que permiten que la pelota haga efectos extraños cuando impacte en ellos.[1]

De todas estas modalidades, la más extendida es la de escala i corda que junto con la de raspall es la única que cuenta con jugadores profesionales. Populares también son la galotxa en las provincias de Castellón y Valencia; y en toda la provincia de Alicante la modalidad a llargues. El juego en frontón está ganando adeptos debido a la gran cantidad de instalaciones disponibles y a los diversos desafíos que han enfrentado en los últimos años a pelotaris valencianos y vascos. Por último las galotxetes y el frare se encuentran cada una de ellas restringidas prácticamente a una población.

### Puntuación
La puntuación es de 15
30, VAL y JOC.
Los juegos se cuentan de 5 en 5, hasta llegar a 65
.

## Materiales para el juego

### Pelotas

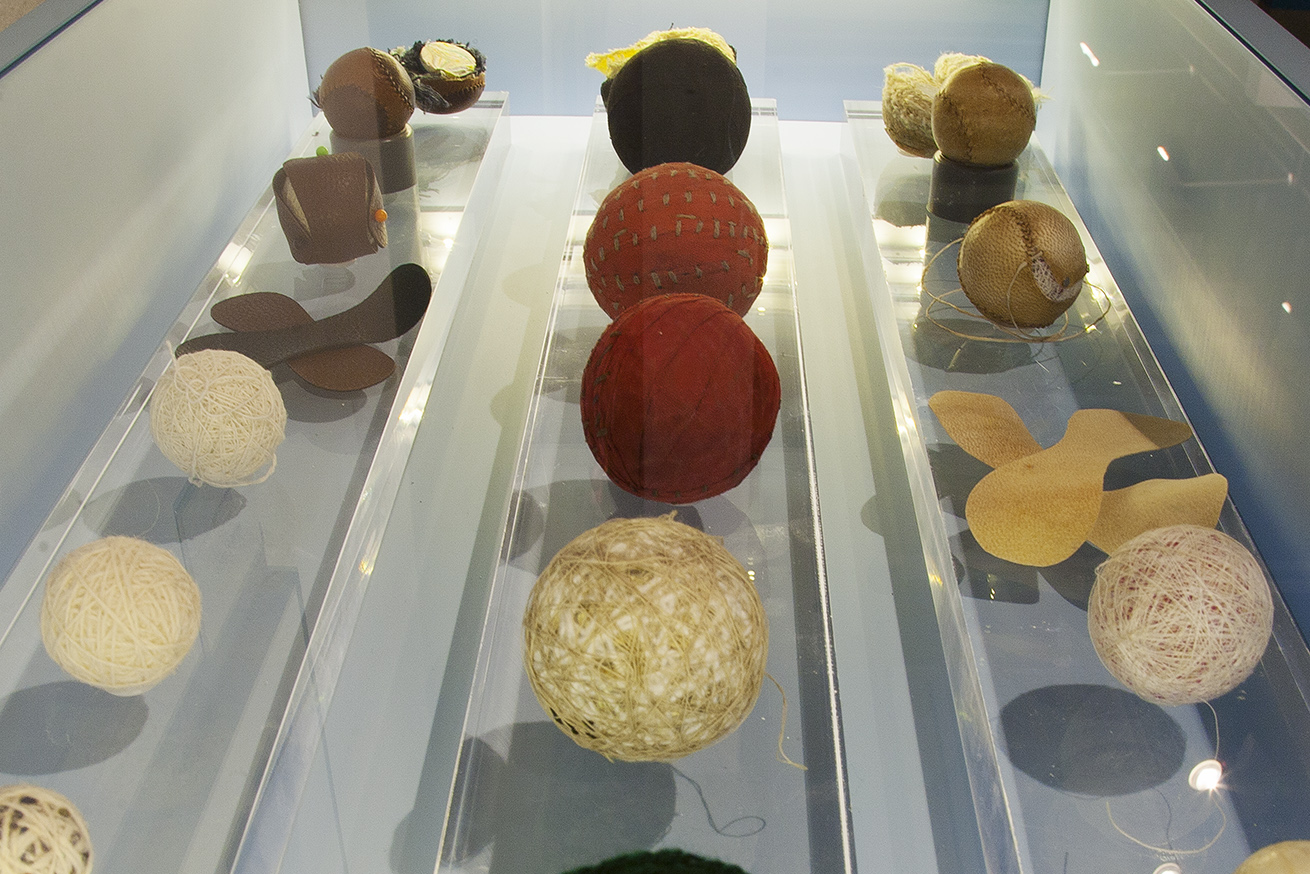
Pelotas en diversas fases de elaboración. Imagen cedida por el Museo Valenciano de Etnología.

Existen diversos tipos de pelota según la modalidad:
- Pelota de badana: Esta pelota tiene una cubierta de piel de ternera y está rellena de borra, una lana de poco valor. Se usa por su escaso precio en partidas de aficionados y en partidas en la calle y por su ligereza para el entrenamiento de jóvenes. Tiene un peso máximo de 39 g y un diámetro máximo de 38 mm.
- Pelota de trapo: Esta pelota tiene un centro de borra y está recubierta por tiras de trapo. Es utilizada en la modalidad de galotxetes y cuenta con un peso de entre 50 y 96 g y un diámetro de 6 o 7 cm.
- Pelota de vaqueta: está formada por ocho triángulos de piel de buey cosidos entre sí y rellena de borra para lograr el peso oficial que tiene la modalidad de adultos es de entre 40 y 42 g y un diámetro de 42 mm. Son fabricadas de manera artesanal y por tanto son muy apreciadas teniendo un precio muy elevado de como mínimo 30 euros. Se utiliza en la modalidad de escala i corda, raspall y galotxa.
- Pelota de Tec: Está compuesta de un núcleo de madera recubierto de borra y forrada con piel de cabra. Se utiliza para el frontón valenciano y tiene un peso de entre 36 y 50 g y unas dimensiones de entre 40 y 50 mm de diámetro.

### Guantes
Se utilizan para proteger las manos a la hora de golpear la pelota. Son de piel de cordero y no cubren los dedos. Están formados por un triángulo de piel destinado a cubrir la palma de la mano contando con una sujeción a la altura de los nudillos. Para sujetarlos se los atan a la mano con un par de cuerdas enlazadas. Debido a su ligereza no ofrecen suficiente protección por lo que normalmente se añaden naipes, planchas de acero o esponjas debajo de ellos cubriéndolos posteriormente con esparadrapo. Generalmente esta protección se utiliza también en los dedos.O bien se pueden usar los guantes de la bici o hacerlos manualmente, con cartón o con cartas, después reforzado con esparadrapo.

## Apuestas
Los espectadores del juego pueden apostar a cualquiera de los dos equipos, y el trinquete y el marxador se embolsan ambos una comisión de las apuestas.

## Componente social
Las partidas de pelota, los trinquetes y todo aquello relacionado con la pelota siempre han utilizado el valenciano como lengua predominante, incluso a los años de la dictadura de Franco, por lo que ha sido un refugio para la lengua propia que ha servido para mantener su uso. Por ello, algunos valencianos lo consideran su deporte nacional. El valenciano ha incorporado diferentes expresiones de la pelota, destacando sin lugar a dudas "va de bo", frase que se utiliza para indicar que se da por finalizado el calentamiento y empieza la partida propiamente dicha y que en lengua castellana significa que algo va en serio.

## Competiciones
- Trofeu Individual Bancaixa
- Circuit Bancaixa
- Trofeo el Corte Inglés
- Trofeo Autonómico de Raspall Fundación Ruralcaixa
- Trofeo EDICOM Interpobles de Galotxa
- Mundiales